# كينيث كلايفرت
كينيث كلايفرت (بالهولندية: Kenneth Kluivert)‏ هو لاعب كرة قدم هولندي في مركز نصف الجناح، ولد في 26 أغسطس 1941 في Calcutta, Suriname ‏ في سورينام. شارك مع منتخب سورينام لكرة القدم. أما مع النوادي، فقد لعب مع نادي روبن هود الرياضي.